# Histoire philatélique et postale de l'Allemagne

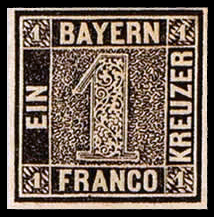
Premier timbre de Bavière (1849)

 (janvier 2016).

## Les origines

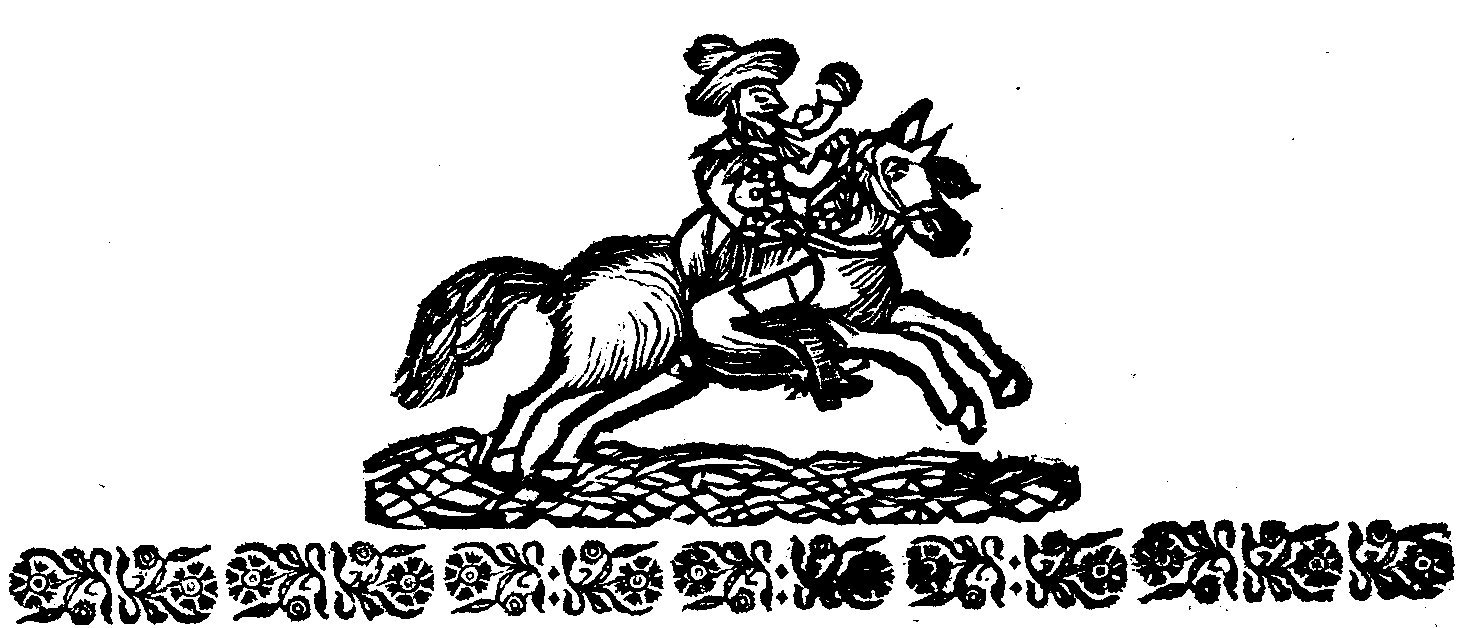
Coursier annonçant son arrivée avec un cor postal

### La Poste Metzger
La Poste Metzger est parfois considérée comme le premier service postal international du Moyen Âge La confrérie des bouchers (en allemand : Metzger) avait organisé un ensemble de service de courriers à cheval. Quand le coursier arrivait à destination il annonçait son arrivée en utilisant un cor postal. Cette coutume a mis en valeur le cor postal comme un emblème quasi universel pour symboliser les services postaux. La poste Metzger fut créée au XIIe siècle et perdura jusqu'en 1637, période du monopole des Tours et Taxis.

### La famille Thurn und Taxis[2]
En 1490, sous l'impulsion de Maximilien Ier, empereur du Saint-Empire romain germanique, Francesco Tasso, membre de la future maison princière Thurn und Taxis établit un service postal qui remplace les systèmes ad-hoc de courriers officiels. Il repose sur un ensemble de relais postaux (pour chevaux) qui diminue les délais d'acheminement et qui, surtout, rend les temps de transport prévisibles.
Par la suite, la maison Thurn und Taxis, caractérisée notamment par le port d'une livrée impériale jaune et noire, a conservé le privilège postal pendant des siècles. Cette famille perd en 1806 son monopole quand Napoléon autorise la confédération du Rhin à mettre en place d'autres services postaux. Ils continuent cependant à exercer leur activité jusqu'en 1867 et émettent même quelques timbres avant de revendre leurs privilèges au moment où la Prusse crée la confédération de l'Allemagne du Nord.

### Les premières marques postales

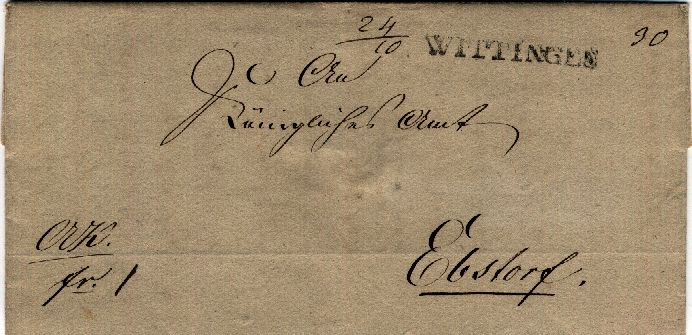
Lettre de 1834 avec la marque postale Wittingen en Basse-Saxe

Divers types de marques postales furent utilisés en fonction des diverses administrations postales, et en particulier des marques postales linéaires.

## L'influence française
Une partie de l'Allemagne a été occupée par la France peu après la révolution et sous l'Empire. Cette région a été découpée en départements (voir Liste des 130 départements de 1811. L'administration postale a donc mis en place des marques postales linéaires sur le même modèle que celui de la France.
Ainsi Trèves était le chef-lieu du département de la Sarre et avait comme numéro de département 101. Voici une table des émissions de telles marques.
| Numéro | Département       | Chef-lieu       | Autres villes ayant émis des marques postales                                                               |
| ------ | ----------------- | --------------- | --- |
| 100    | Mont-Tonnerre     | Mayence         | Alzey, Bingen, Deux-Ponts, Frankenthal, Hombourg, Kaiserslautern, Neustadt an der Weinstraße, Spire, Worms. |
| 101    | Sarre             | Trèves          | Birkenfeld, Prüm, Sarrebruck.                                                                               |
| 102    | Rhin-et-Moselle   | Coblence        | Andernach, Bonn, Bad Kreuznach, Simmern, Trarbach                                                           |
| 103    | Roër              | Aix-la-Chapelle | |
| 122    | Frise             | Leeuwarden      | |
| 123    | Ems-Occidental    | Groningue       | Assen, Delfzijl (orthographié DELFZYL), Meppel, Weener, Winschoten                                          |
| 124    | Ems-Oriental      | Aurich          | |
| 128    | Bouches-de-l'Elbe | Hambourg        | |
| 129    | Bouches-du-Weser  | Brême           | |
| 130    | Ems-Supérieur     | Osnabruck       | |
| 131    | Lippe             | Münster         | |

Quelques départements (Ems-Oriental) sont à cheval entre l'Allemagne et les Pays-Bas.

## Confédération germanique
La Confédération germanique est une confédération d’États allemands de 1815 à 1866. Elle marque l’un des stades préliminaires de l’union nationale de l'Allemagne. La confédération ne possède pas de service de poste inter-étatique; le vieux service postal de la famille de Thurn und Taxis continue de jouer un rôle non négligeable, émettant à partir de 1852 des timbres pour le Nord en Silbergroschen (30 Sgr valent un Thaler) et le Sud de l'Allemagne en Kreuzer (60 kr valent 1 florin). Le privilège postal de cette famille, accordé par l'empereur Maximilien Ier en 1489, est révoqué de manière définitive à compter du 1er juillet 1867.
Cette période se traduit par une grande variété d'histoires postales. En effet, avant l'Unité allemande de 1871, chaque État allemand et diverses entités commencent à émettre leurs propres timbres en commençant par la Bavière le 1er novembre 1849. Ceux qui procèdent de façon analogue sont les suivants : Bade (1851), Bergedorf (1861), Brunswick (1852), Brême (1855), Hambourg (1859), Hanovre (1850), Heligoland (1867), Lubeck (1859), Mecklenburg-Schwerin (1856), Mecklembourg-Strelitz (1864), Oldenbourg (1852), Prusse (1850), Saxe (1850), Schleswig-Holstein (1850) et Wurtemberg (1851). 
À compter de 1868, un certain nombre d'États allemands doivent confier leurs émissions philatéliques au service postal de la confédération d'Allemagne du Nord; à partir de ce moment seules subsistent les émissions autonomes de la Bavière et du Wurtemberg, qui émettent des timbres jusqu'en 1920. 

### Le Royaume de Bavière
Le 1er novembre 1849, la Bavière émet son premier timbre, le un kreuzer noir, premier timbre émis dans les États germaniques.
En 1867 est émis le premier exemplaire du type aux armes de Bavière. D'abord avec des valeurs en Kreuzer, puis en pfennig et mark, il est utilisé jusqu'à la suppression de la poste bavaroise le 31 mars 1920. En 1911, une émission marque le 25e anniversaire de la régence, puis en 1914, est émise la première série à l'effigie du roi Louis III, valable jusqu'au 30 juin 1920.
En 1918, le renversement de la monarchie ne remet pas en cause l'exemption postale de l'État libre de Bavière. 

### Le Royaume de Saxe

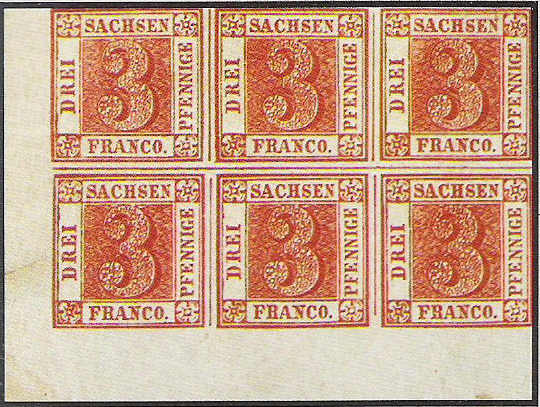
Premier timbre de Saxe bloc de 6

Le 1er juillet 1850, le Royaume de Saxe émet son premier timbre d'une valeur de 3 pfennigs. Il servait surtout à affranchir des imprimés.
La première série « à usages multiples » fut émise en 1851 à l'effigie de Frédéric-Auguste II. Plusieurs séries sont émises, aux effigies des rois Frédéric-Auguste II et Jean Ier, ou aux armes du royaume.
En 1867, le Royaume cesse ses émissions, qui sont confiées à compter du 1er janvier 1868 au service postal de la nouvelle confédération d'Allemagne du Nord, instituée après la paix de Prague, qui dissout la Confédération germanique.

### Le Grand-duché de Bade
Sur le modèle bavarois, le grand-duché fait émettre ses premiers timbres en 1851. Ces timbres ont cours jusqu'au 1er janvier 1868.

## L'empire Allemand
Le 4 mai 1871, la poste de l'Empire allemand est créée. 

### Les premières émissions dans le Reich
Le 28 janvier 1871, l'empire allemand est proclamé à Versailles, ce qui ne change pas la nature des accords postaux passés dans le cadre de la confédération d'Allemagne du Nord, mais les modifie de manière à intégrer la nouvelle situation juridique: les timbres émis par cette structure continuent de circuler jusqu'en fin 1871, pour être remplacées par les nouvelles émissions. À partir de ce moment, les timbres du Reich portent la mention DEUTSCHE REICHS-POST, ont des valeurs faciales en Kreuzer ou Groschen, jusqu'à la réforme monétaire de 1875. À partir de cette date, les timbres sont libellés en Pfennig et en mark. 
Des séries sont émises avec des aigles ou les armes impériales; elles ont cours non seulement dans le Reich, mais aussi dans des pays où le Reich dispose d'un privilège postale, dans l'empire ottoman ou en Chine.

### Le type "Germania" (1900-1922)

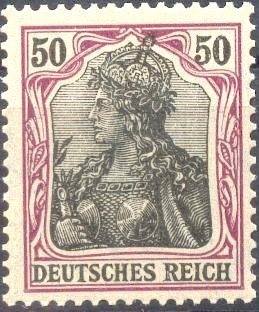
Type Germania

Ce timbre à l'effigie de l'Allemagne fut adopté par le kaiser Guillaume II après concours, pour remplacer l'ancien type à l'"Aigle".
La première série de 1900 se caractérise par la légende "Reichspost" (poste impériale). Les années suivantes et jusqu'au retrait de ce type (en 1922), la légende devient "Deutsches Reich" (empire allemand).
La série légendée Deutsches Reich connaît plusieurs émissions: les trois premières en 1902, en 1905 et en 1915, sont identiques (les timbres sont apparemment identiques et les valeurs faciales sont les mêmes), en 1916-1917, 4 nouveaux timbres sont émis, avec un fond blanc derrière Germania, puis en 1918-1919, une trois autres, prenant en compte les évolutions du coût de l'envoi du courrier. En 1920, enfin, 14 timbres sont émis: pour la première fois, des valeurs en RM sont portés sur les timbres. Tous ces timbres ont été démonétisés le 31 octobre 1922.
LES VALEURS DES EMISSIONS DE 1902-1905-1915
| valeur faciale (en Pfennig) | 2    | 3      | 5    | 10    | 20   | 25                           | 30                            | 40                           | 50                              | 60     | 80                                |
| couleurs                    | gris | marron | vert | rouge | bleu | bordure jaune Germania Noire | bordure orange Germania Noire | bordure rouge Germania Noire | bordure violette Germania Noire | violet | bordure rose-rouge Germania Noire |

En 1916-1917, une nouvelle émission est réalisée, complétée en 1918-1919:
| valeur faciale (en Pfennig) | 2         | 21/2        | 71/2         | 15           | 15      | 35        | 75                                |
| --------------------------- | --------- | ----------- | ------------ | ------------ | ------- | --------- | --------------------------------- |
| Date d'émission             | 1/10/1918 | 01/08/1916  | 01/08/1916   | 01/08/1916   | 05/1917 | 1/10/1918 | 20/2/1919                         |
| couleur                     | olive     | olive clair | jaune-orange | marron olive | violet  | brun      | bordure vert foncé Germania Noire |

Il a été utilisé en Chine, entre 1905 et 1919, surchargé China avec une valeur en dollar, au Maroc, en 1905 surcharge Marocco, puis en 1911, surcharge Marokko, puis en Turquie, surcharge en piastres. 
Il a aussi été utilisé pour les services postaux dans les territoires occupés, avec des surcharges spécifiques: à l'Ouest, en Belgique (surcharge: valeur en Francs Belges et Belgien, dans les territoires occupés en France (surcharge valeur en Francs), dans les territoires de la compétences du haut-commandement à l'Est (Pays Baltes, surchargé Postgebiet / Ob. Ost (Ob: Oberbefehlshaber), en Pologne (surchargée en 1915 Russisch-/Polen, puis Gen-Gouv/Warschau), en Roumanie (1917: valeur en Lei; 1918: surcharge Roumänien / valeur en Lei; Gültig 9.Armee).
À la fin de la Grande Guerre, les territoires du Reich soumis à plébiscite voient des timbres de type Germania surchargés circuler dans les bureaux de poste. En outre, les villes de Dantzig et Memel voient circuler des timbres Germania avec des surcharges adéquates.

## La république de Weimar

### Survivance enAllemagnedu type "Germania" (jusqu'en 1922)
La Guerre ne met pas fin à l'usage de la série, ni même à l'arrêt des émissions; en effet, en 1920, un dernière série est émise par la Reichspost; cette série prend en compte les variations monétaires. Pour la première fois, des titres de ce type se voient dotés de valeur en Marks et non plus uniquement en Pfennig.
| valeur faciale (en Pfennig, si non précisé) | 5       | 10           | 20      | 30        | 40      | 50           | 60         | 75             | 80          | 1 Mark                             | 11/4 Mark                                  | 2 Mark                      | 4 Mark                        |
| ------------------------------------------- | ------- | ------------ | ------- | --------- | ------- | ------------ | ---------- | -------------- | ----------- | ---------------------------------- | ------------------------------------------ | --------------------------- | ----------------------------- |
| Date d'émission                             | 01/1920 | 01/1920      | 01/1920 | 01/1920   | 01/1920 | 01/1920      | 01/1920    | 01/1920        | 01/1920     | 12/1920                            | 12/1920                                    | 12/1920                     | 12/1920                       |
| couleur                                     | Marron  | Jaune-orange | Vert    | Bleu-vert | Rouge   | Violet-rouge | Vert-olive | violet-pourpre | bleu marine | bordure violet Germania vert foncé | bordure marron-rouge Germania violet clair | bordure rouge Germania bleu | bordure noire Germania carmin |

Le timbre Germania fut utilisé aussi bien dans l'empire, que dans les bureaux à l'étranger et dans les territoires occupés pendant la première guerre mondiale, au moyen de surcharges ou de tampons spécifiques. Tout d'abord, dans le Reich, en 1921, une série de surcharges est apposée sur 4 timbres de la série de 1920:
| valeur faciale   | date de l'émission du timbre non surchargé | montant de la surcharge |
| ---------------- | ------------------------------------------ | ----------------------- |
| 5 Pfennig        | 01/1920                                    | 1.60 Reichsmark         |
| 1 1/4 Reichsmark | 12/1920                                    | 3 Reichsmark            |
| 75 Pfennig       | 01/1920                                    | 5 Reichsmark            |
| 75 Pfennig       | 01/1920                                    | 10 Reichsmark           |

Il existe divers types caractérisés par leurs surcharges (au profit des victimes de guerre, inflation, concernant les villes auxquelles les traités de paix confèrent des statuts particuliers: Dantzig, Memel; territoires soumis à plébiscite: province d'Allenstein, Marienwerder..., ou encore des mandats d'occupation : Sarre...).

### L'inflation de 1919-1923

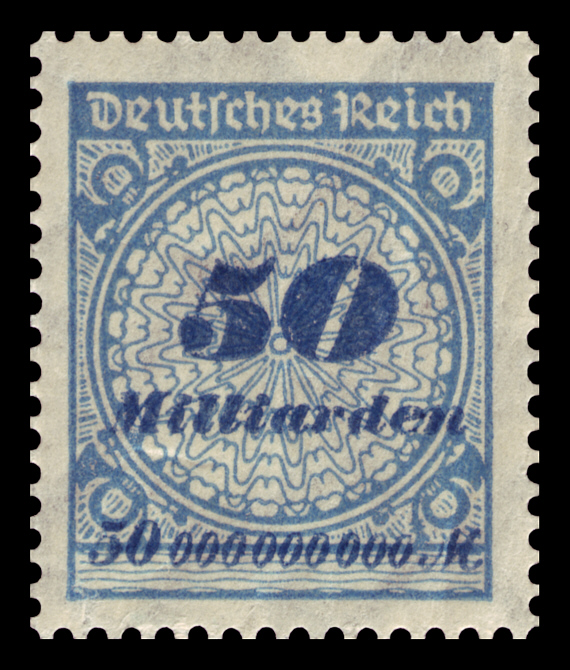
Timbre émis le 22 novembre 1923, valeur faciale en milliards de Marks
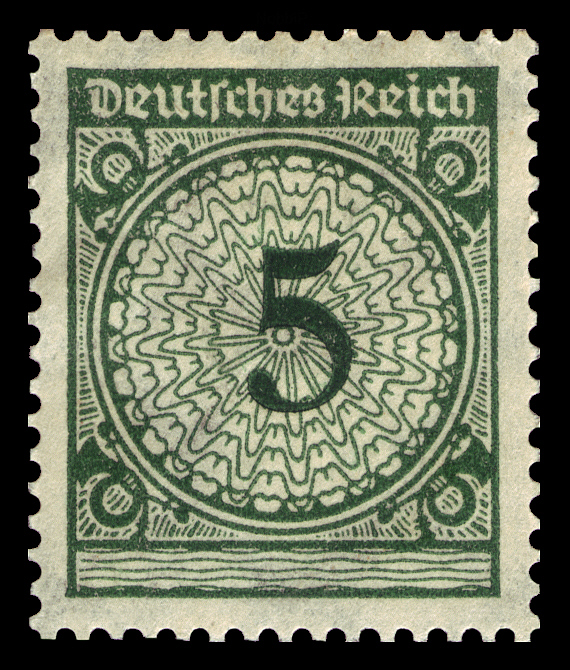
Timbre émis le 1er décembre 1923, valeur faciale en Rentenpfennig (1 Rentenpfennig = 10 milliards de Marks)

En 1919, continue un processus inflationniste débuté durant la Grande Guerre. Les timbres constituent une illustration de ce processus monétaire, jusqu'au début de l'année 1923, les valeurs faciales augmentent: en 1919-1920 exprimées en Pfennig, en 1921-1922, exprimées en Marks, exprimées en centaines de Marks, au début 1923, exprimées en milliers de Marks en août, ces valeurs faciales atteignent les centaines de milliers de Marks en septembre, puis des millions en octobre, des milliards en novembre 1923. 
Cout d'envoi d'une lettre de moins de 25 g. en Marks, entre le 1er juillet et le 1er décembre 1923:
| date            | 01/07 | 01/08 | 01/09             | 20/09             | 01/10             | 10/10             | 20/10             | 01/11             | 05/11             | 12/11              | 20/11              | 26/11              | 30/11              | 01/12         |
| --------------- | ----- | ----- | ----------------- | ----------------- | ----------------- | ----------------- | ----------------- | ----------------- | ----------------- | ------------------ | ------------------ | ------------------ | ------------------ | ------------- |
| unité           | marks | marks | milliers de marks | milliers de marks | milliers de marks | millions de marks | millions de marks | millions de marks | millions de marks | milliards de marks | milliards de marks | milliards de marks | milliards de marks | Rentenpfennig |
| cout de l'envoi | 120   | 400   | 15                | 50                | 400               | 1                 | 2                 | 20                | 200               | 2                  | 4                  | 16                 | 30                 | 3             |

Pour faire face à cette évolution des prix du courrier, les timbres en circulation sont systématiquement surchargés entre le 24 aout et le 1er décembre 1923, donnant au timbre des valeurs sans commune mesure avec la valeur faciale. En outre, à partir du 13 octobre, les timbres émis sont imprimés sans valeur faciale, envoyés tel que dans les bureaux de poste, et monétisés au jour le jour. À partir du 16 novembre, les postiers se mettent à surcharger ces timbres, avec des valeurs en milliards, si une valeur faciale en millions a déjà été apposée. 
Le 1er décembre 1923, une nouvelle monnaie apparaît, le Rentenmark, pour retirer le Reichsmark déprécié. Le taux de change est de 1 Rentenmark pour 1000 milliards de marks, ce qui divise par mille milliards la masse monétaire en circulation. Dans un premier temps, les timbres de la période précédente, imprimés sans valeur faciale, sont utilisés, les surcharges de valeur prenant en compte la nouvelle monnaie; à partir du 25 février 1924, des émissions de timbres de la poste allemande reprennent leur cours normal.

### La fin de laRépublique de Weimar(1924-1933)
À partir du 25 février 1924, l'administration postale émet à nouveau des timbres non surchargés, avec différents sujets : des Allemands célèbres, des armoiries des États allemands, des portraits des présidents Ebert et Hindebourg, des monuments.

## Troisième Reich

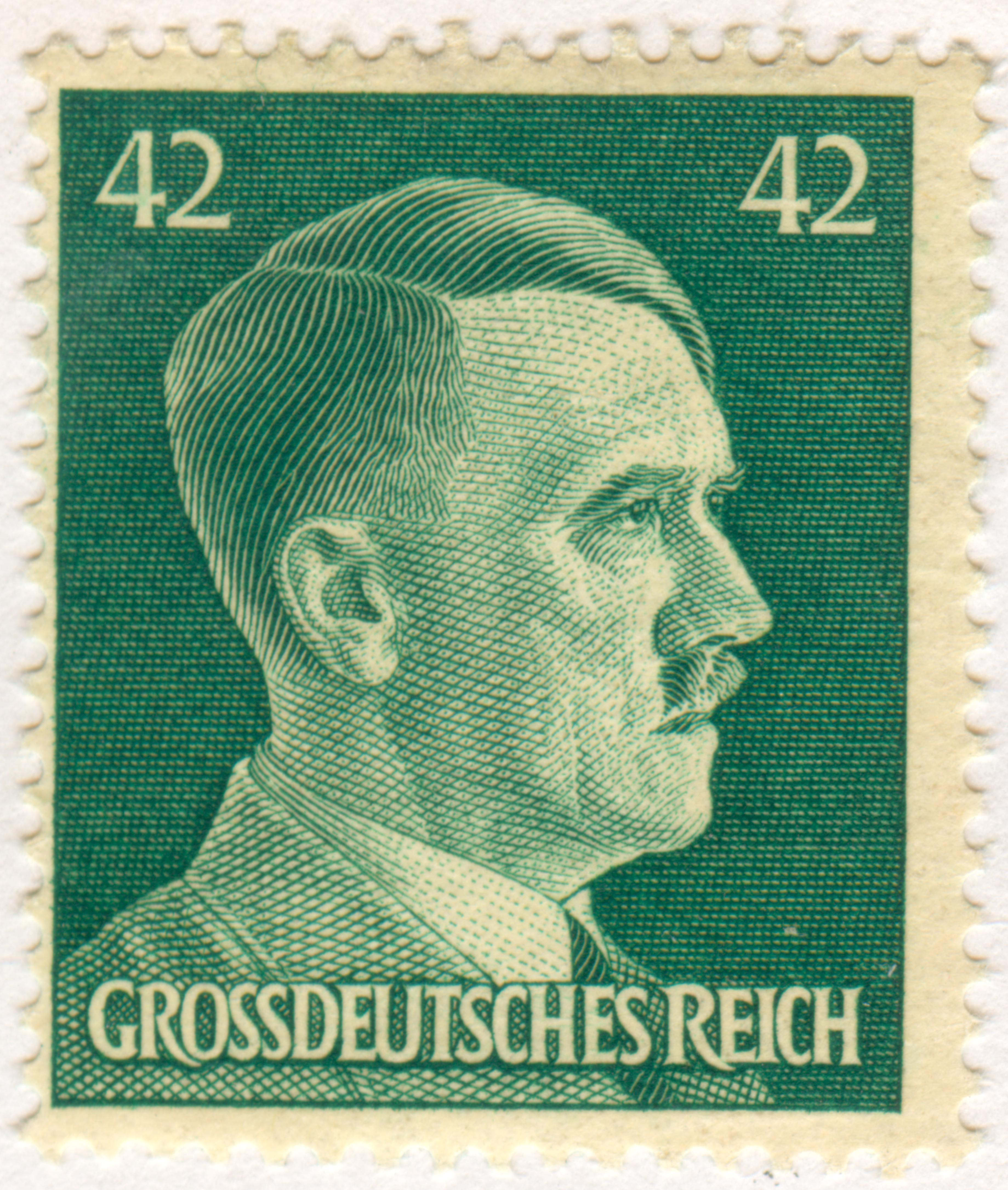

D'un point de vue philatélique, l’avènement du nouveau régime constitue non seulement une rupture par certains égards, mais aussi un non-évènement: en effet, les timbres de la période précédente continuent d'être utilisés, en outre, la mention Deutsches Reich est maintenue jusqu'en 1943. Pour la première fois, le 1er novembre 1933, la croix gammée est présente sur un timbre allemand: en effet, la série destinée au financement de l'aide aux nécessiteux, reprenant cette année-là des thèmes wagnériens (en 1932, elle rappelait le souvenir de lieux ayant marqué l'histoire allemande) possède un filigrane constitué de croix gammées. Ce n'est qu'après la mort du Président du Reich Paul von Hindenburg, que les premières croix gammées apparaissent visible dans le motif représenté sur le timbre, à l'occasion du plébiscite sarrois de 1934, puis du congrès du NSDAP, la même année (émission d'un timbre commémoratif par an jusqu'en 1939).
Mais l'arrivée au pouvoir du nazisme constitue une rupture en terme quantitatif : alors que dans les années 1924-1932, est émise en moyenne une vingtaine de timbres par an, dans la période 1933-1938, est émise une quarantaine de timbres par an. puis, pendant les années de guerre (1940-1944), est émise une trentaine de timbres par année, tous avec une surtaxe, destinée au financement de la guerre, à l'exception de la série courante de 1941 (Adolf Hitler). En outre, à partir de 1937 (et jusqu'en 1944 inclus), au mois d'avril, sont émis des timbres commémoratif de l'anniversaire de Hitler. 
De plus, dans certains territoires occupés, le Protectorat et le Gouvernement Général, l'émission de timbres est confiée à la poste allemande, avec des timbres bilingues (allemand et tchèque) dans le protectorat et en Allemand uniquement dans le Gouvernement Général. Dans ces deux territoires occupés, les timbres portent la mention Deutsches Reich, à partir du 26 octobre 1941 dans le Gouvernement Général, et du 20 avril 1942 dans le protectorat; de plus, la mention Grossdeutsches Reich (Reich Grand-Allemand) fait son apparition en Pologne le 13 aout 1943 et dans le protectorat le 15 mars 1944

## Occupation alliée
Dès la fin de la guerre, les services postaux reprennent leur activité, dans un contexte marqué par le partage du Reich en plusieurs zones: les zones annexées par la Pologne, la Tchécoslovaquie, le Danemark, l'Italie, la Yougoslavie, la France et la Belgique (sur ces territoires, les timbres émis par ces états circulent normalement), l'Autriche, restaurée, qui reprend son activité philatélique normale dès le mois de juillet 1945 et les zones d'occupation alliées en Allemagne. 
Dans ces zones, des services postaux sont rapidement mis en place dans chaque zone par les puissances occupantes: jusqu'au 21 juin 1948, les zones américaines, britanniques et soviétiques partagent les mêmes émissions.

Dans les zones d'occupation françaises, en Autriche comme en Allemagne, les services d'occupation français réalisent leurs propres émissions, tant en Sarre qu'ailleurs. Ces émissions renseignent sur leur zone d'émission (pays de Bade, Palatinat rhénan, Wurtemberg-Hohenzollern).

## République démocratique allemande
- Catégorie:Timbre de la République démocratique allemande

## Allemagne fédérale
- Catégorie:Timbres d'Allemagne fédérale par année

### La construction européenne
En 1956, l'Allemagne participe à la première émission des timbres Europa avec 5 autres pays : la Belgique, la France, l'Italie, le Luxembourg et les Pays-Bas.

## Les colonies allemandes
- SMY Hohenzollern (timbre)